# Lost Horizons
Lost Horizon je album od italské kapely Luca Turilli's Dreamquest.

## Seznam skladeb
1. „Introspection“ – 0:15
2. „Virus“ – 4:17
3. „Dreamquest“ – 4:19
4. „Black Rose“ – 3:46
5. „Lost Horizons“ – 4:20
6. „Sospiro Divino“ – 3:57
7. „Shades of Eternity“ – 3:48
8. „Energy“ – 4:00
9. „Frozen Star“ – 4:59
10. „Kyoto's Romance“ – 5:39
11. „Too Late“ – 4:28
12. „Dolphin's Heart“ – 4:01
13. „Gothic Vision“ – 6:03